# Aleurit
Aleurit (tung drvo; lat. Aleurites), rod korisnog tropskog jednodomnog vazdazelenog drveća iz porodice mlječikovki.
Dvije danas priznate vrste su molukanski aleurit i Aleurites rockinghamensis, koji je nakada smatran njegovom podvrstom. Rod je raširen po Indijskom potkontinentu, jugoistočnoj Aziji i Queenslandu.
Brojne vrste uključene su danas u druge rodove, tako su japanski aleurit (sin. A. cordatus) i kineski aleurit ili tung drvo (sin. A. fordii), uključeni u rod Vernicia a filipinski aleurit u vlastiti rod Reutealis

## Vrste
1. Aleurites moluccanus (L.) Willd.
2. Aleurites rockinghamensis (Baill.) P.I.Forst.

Vrste nekada uključivane u ovaj rod:
- Aleurites fordii Hemsl. = Vernicia fordii (Hemsl.) Airy Shaw
- Aleurites cordatus (Thunb.) R.Br. ex Steud. = Vernicia cordata (Thunb.) Airy Shaw
- Aleurites trispermus Blanco = Reutealis trisperma (Blanco) Airy Shaw